# 류페이치
류페이치(중국어: 刘佩琦, 병음: Liú Pèi Qí, 한자음: 유패기, 1958년 11월 30일~)는 중화인민공화국의 배우이다.

## 출연작

### 드라마
- 2017년 장쑤 위성 텔레비전 행복극장 《백록원》 - 주선생 역
- 2017년 동방 위성 텔레비전 동방극장 《꽃 피던 그해 달빛》 - 주노사 역
- 2017년 동방 위성 텔레비전 동방극장 《생봉찬란적일자》 - 라오바 역
- 2018년 텐센트 웹드라마 《야천자》 - 하노다 역
- 2018년 텐센트 웹드라마 《장야》 - 진모 역
- 2019년 CCTV-1 제일특약극장 《곡문창》 - 곡문창 역
- 2020년 CCTV-8 황금강당극장 《행복원》 - 위라로어 역
- 2020년 CCTV-1 제일특약극장 《스치하이》 - 장위천 역
- 2021년 텐센트 웹드라마 《설중한도행 : 왕의 길》 - 이의산 역